# 尾道市立三庄中学校
尾道市立三庄中学校（おのみちしりつ みつのしょうちゅうがっこう 英称:Onomichi Munipical Mitsunosho Junior High Scholl）は、かつて広島県尾道市因島三庄町に存在した公立中学校である。
2010年3月に閉校し、4月より当校及び尾道市立土生中学校・尾道市立田熊中学校と統合した尾道市立因島南中学校が開校した。